# الفأر في قفص الاتهام
مسرحية تاريخية من ثلاثة فصول للكاتب اليمني الراحل عبد الكافي محمد سعيد  عرضت على خشبة المسرح الوطني في صنعاء في العام 1978 تدور قصتها حول أسطورة انهيار سد مأرب وفي أحداث المسرحية يتم التحقيق عمن يتحمل مسؤولية إنهيار السد ويتم الحكم بإدانة فأر كرمز للفساد والتهرب من المسؤولية.